# Patrizia
Patrizia  è un nome proprio di persona italiano femminile.

## Varianti
- Maschili: Patrizio[1][2][3]

### Varianti in altre lingue
- Bulgaro: Патриция (Patricija)[2]
- Ceco: Patricie[2]
- Croato: Patricija[2]
- Francese: Patricia
- Inglese: Patricia[1][2][4][5], Patrice[2], Patrisha
  - Ipocoristici: Pat[2][4], Patty[2][4], Patsy[4], Tricia[2][4], Trisha[2][4], Trish[2][4], Trecia[2], Tresha[2]
- Irlandese: Pádraigín[2][4]
- Latino: Patricia[2][5]
- Lettone: Patrīcija[2]
- Polacco: Patrycja[2][4]
  - Ipocoristici: Patka[2]
- Portoghese: Patrícia[2][4]
- Russo: Патриция (Patricija)[2]
- Slovacco: Patrícia[2]
  - Ipocoristici: Patka[2]
- Sloveno: Patricija[2]
- Spagnolo: Patricia[2][4]
- Tedesco: Patricia[2]
- Ungherese: Patrícia[2]

## Origine e diffusione
È la forma femminile del nome Patrizio, derivante dal latino patricius, che vuol dire "nobile".
La forma Patricia appare in documenti latini dell'Inghilterra medievale, ma probabilmente non era usata come nome dalla popolazione; le prime attestazioni sono invece in Scozia nel XVIII secolo (o, secondo altre fonti, nel XVI secolo). Ad ogni modo, una spinta all'uso del nome venne data dalla figura della principessa Patrizia di Connaught, nipote della regina Vittoria, nata il giorno di san Patrizio.
Sull'onda della popolarità del nome nei paesi anglofoni (e in parte, nel napoletano, sostenuto dal culto di santa Patrizia), anche in Italia Patrizia ha cominciato a godere di buona diffusione verso la metà del Novecento, mentre il maschile, contemporaneamente, era raro; negli anni settanta, il femminile batteva il maschile con quasi settantamila occorrenze (incluse poco meno di duemila "Patricia") contro meno di seimila.

## Onomastico
L'onomastico si può festeggiare solitamente il 13 marzo in onore di santa Patrizia, martire a Nicomedia assieme ai santi Modesta e Macedonio, oppure il 25 agosto in memoria di santa Patrizia di Costantinopoli, religiosa e compatrona di Napoli.

## Persone

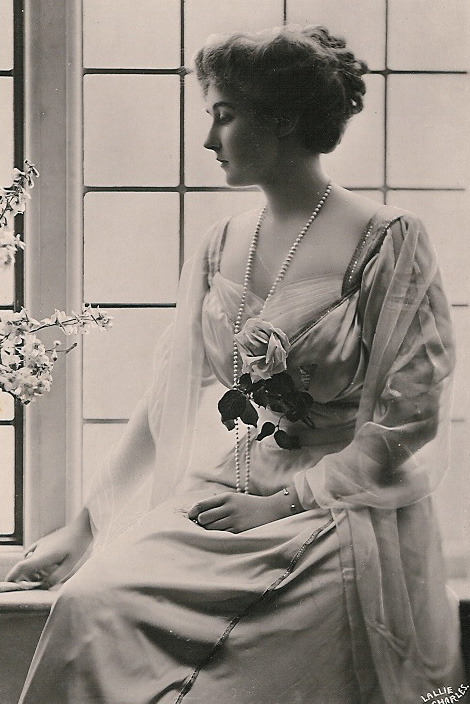
Patrizia di Connaught

- Patrizia di Connaught, membro della famiglia reale britannica
- Patrizia Caraveo, astrofisica italiana
- Patrizia Ciofi, soprano italiano
- Patrizia De Blanck, personaggio televisivo italiano
- Patrizia Kummer, snowboarder svizzera
- Patrizia Laquidara, cantante e compositrice italiana
- Patrizia Panico, calciatrice e allenatrice di calcio italiana
- Patrizia Rossetti, conduttrice televisiva italiana
- Patrizia Toia, politica italiana
- Patrizia Valduga, poetessa e traduttrice italiana

### Variante Patricia

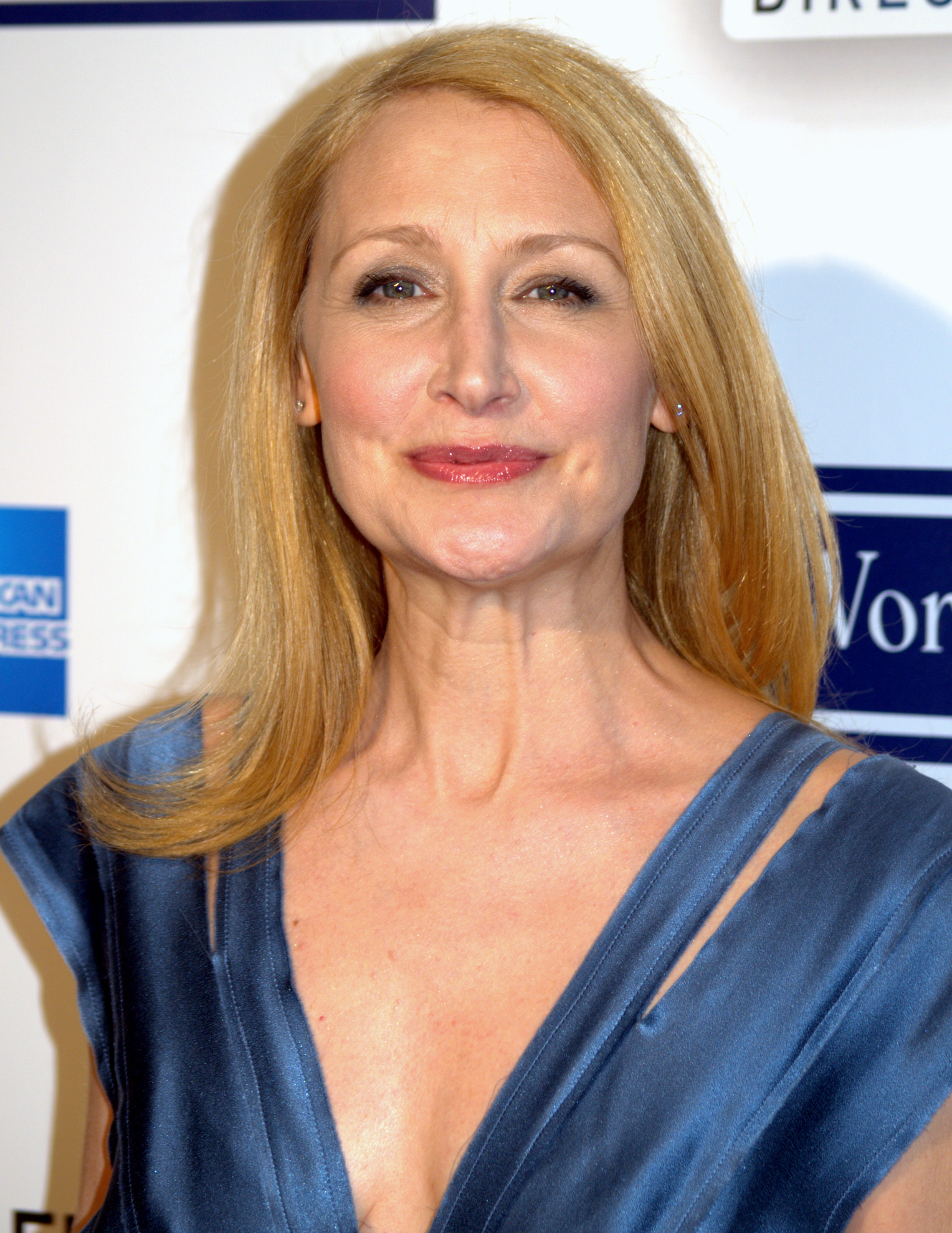
Patricia Clarkson

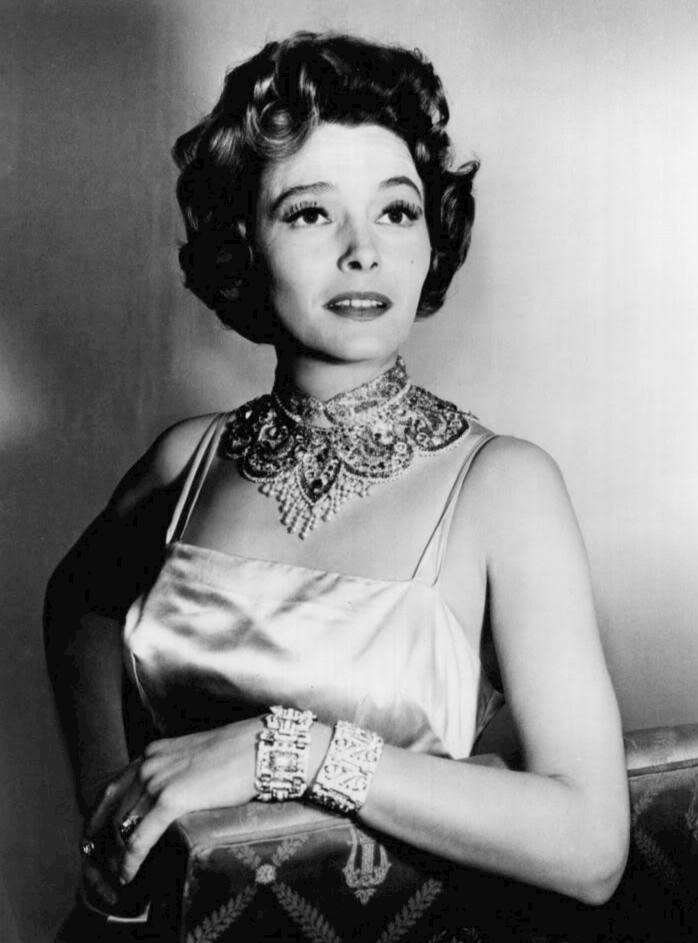
Patricia Neal

- Patricia Arquette, attrice e regista statunitense
- Patricia Campbell Hearst, attrice e criminale statunitense
- Patricia Clarkson, attrice statunitense
- Patricia Collinge, attrice irlandese naturalizzata statunitense
- Patricia Cornwell, scrittrice e giornalista statunitense
- Patricia Crone, orientalista danese naturalizzata statunitense
- Patricia Highsmith, scrittrice statunitense
- Patricia A. McKillip, scrittrice statunitense
- Patricia Medina, attrice britannica
- Patricia Morrison, bassista e cantante statunitense
- Patricia Neal, attrice statunitense
- Patricia Petibon, soprano francese
- Patricia Velásquez, attrice e supermodella venezuelana

### Variante Pat
- Pat Benatar, cantautrice statunitense
- Pat Cadigan, scrittrice statunitense
- Pat Patfoort, antropologa e biologa belga
- Pat Saiki, politica e insegnante statunitense

### Altre varianti

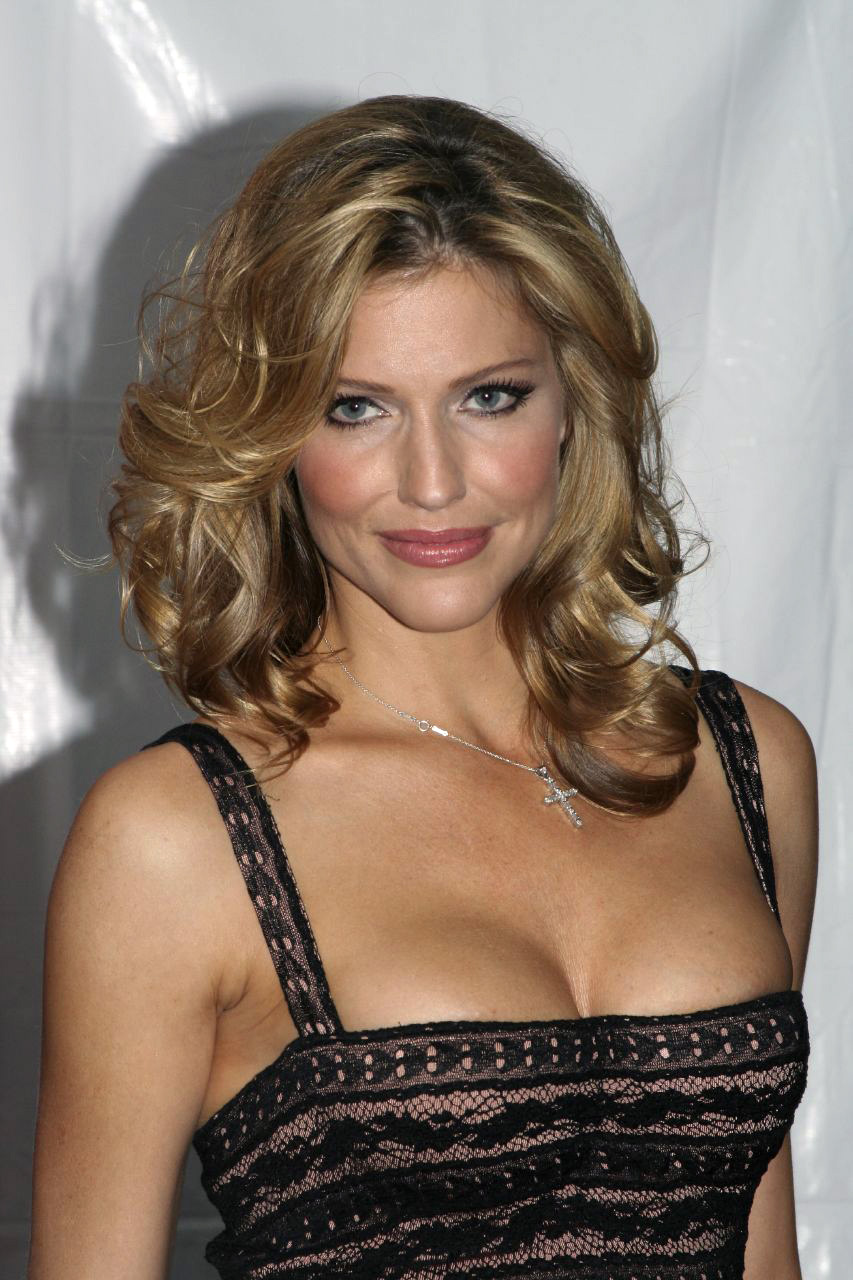
Tricia Helfer

- Tricia Helfer, modella e attrice canadese
- Patrícia Mamona, atleta portoghese
- Patrícia Pillar, attrice brasiliana
- Patsy Kensit, cantante ed attrice inglese

## Il nome nelle arti
- Patricia è un personaggio della serie manga e anime I Cavalieri dello zodiaco.
- Trisha Elric è un personaggio della serie manga e anime Fullmetal Alchemist.
- Trish è un personaggio della serie di videogiochi Devil May Cry.
- Tricia McMillan è un personaggio della serie di romanzi Guida galattica per gli autostoppisti, scritta da Douglas Adams.
- Patricia Fearing è un personaggio del romanzo di Ian Fleming Operazione tuono, e del film del 1965 da esso tratto Agente 007 - Thunderball: Operazione tuono, diretto da Terence Young.
- Patrizia D'Imporzano, più nota come Patti, è un personaggio della serie televisiva Camera Café.
- Patrizia Gravenberg è un personaggio della soap opera La strada per la felicità.
- Trish Lewis è un personaggio della soap opera Sentieri.
- Patrizia Porcelli è un personaggio della banda Disney.
- Patty e Piperita Patty sono personaggi dei Peanuts.
- Patrizia Amoretti è un personaggio del film del 1940 Patrizia, diretto da Marcel Pagnol.
- Patrizia è una canzone di Eugenio Finardi.
- Patrizia è una canzone di Tony Tammaro.
- Patricia "Patty" Castro è una delle protagoniste della telenovela Il mondo di Patty.
- Trisha Stevens è un personaggio della miniserie televisiva The Generi.